# アカーテース
アカーテース（古希: Achātēs, Ἀχάτης）は、ギリシア神話あるいはローマ神話の人物である。ラテン語でアカーテス、長母音を省略してアカテスとも表記される。トロイアの武将アイネイアースの部下である。

## 神話
アカーテースはトロイア陥落後もアイネイアースに従い、イタリアへの航海では船団を構成する船の1隻の指揮を任された。ウェルギリウスによるとイタリアを最初に見つけたのはアカーテースだった。アイネイアースの腹心の部下であり、しばしばアイネイアースとともに名前が挙げられている。アカーテースはアイネイアースの相談役であり、アイネイアースは彼を連れて2人だけで行動することもあった。カルターゴーに上陸した際にはアイネイアースとともに森の中で変装したアプロディーテー（ヴィーナス）に出会った。またクマエーに上陸した際にはアイネイアースを先導して女予言者シビュラのもとに案内し、トゥルヌスとの戦いではエプロを討った。

### ギャラリー

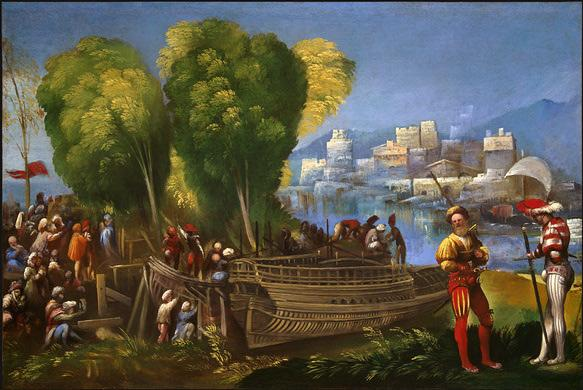
ドッソ・ドッシ『リビアの海岸のアエネアスとアカテス』1520年頃 ワシントン・ナショナル・ギャラリー所蔵
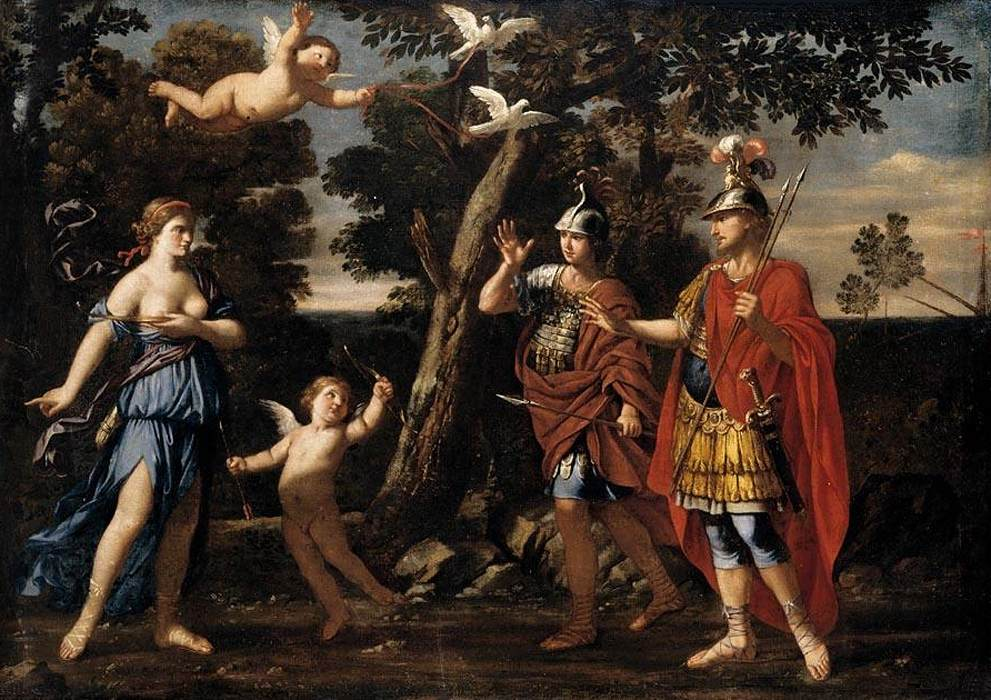
ジャチント・ジミニャーニ『アエネアスとアカテスの前に現れるヴィーナス』個人蔵
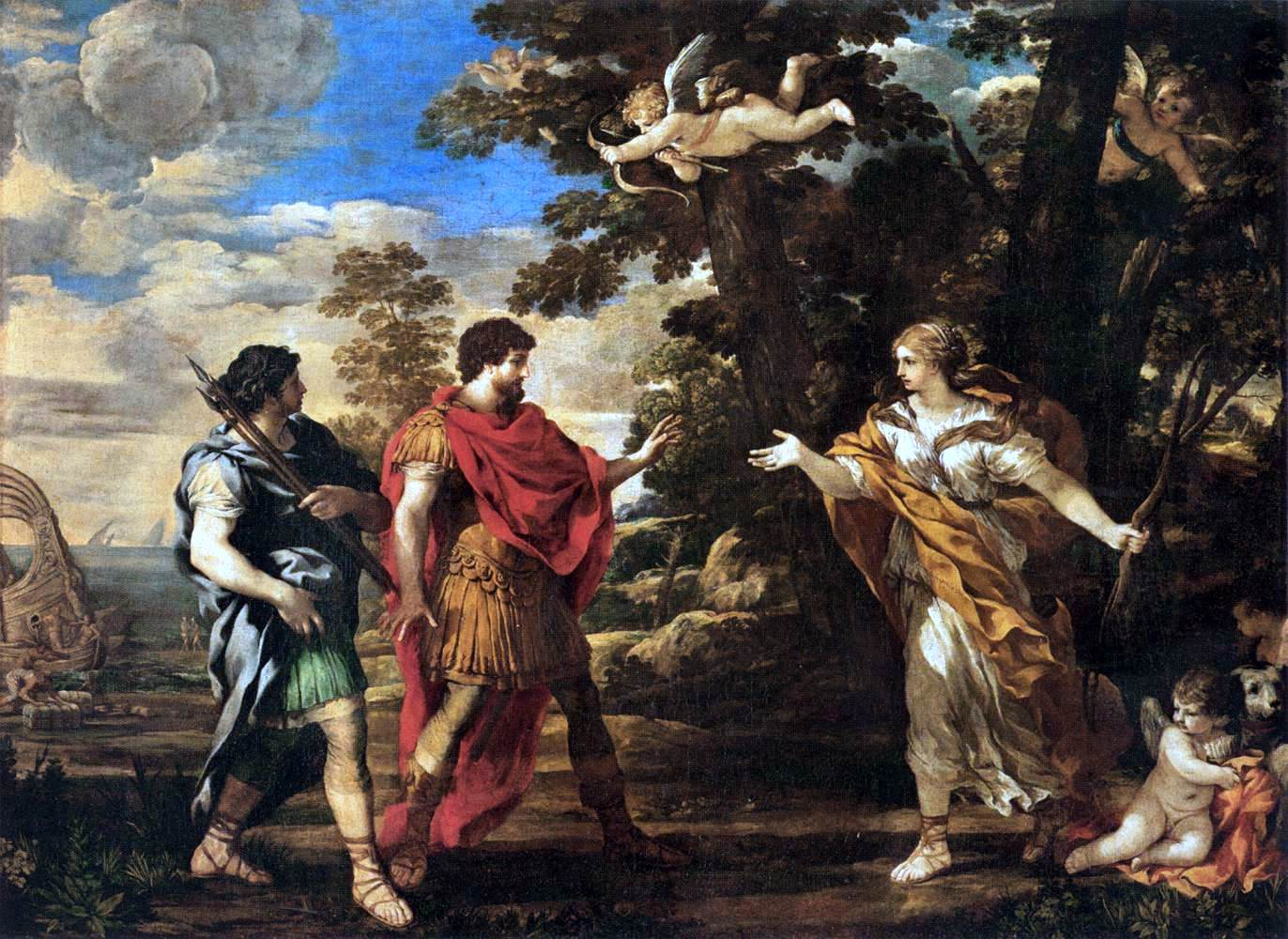
ピエトロ・ダ・コルトーナ『アエネアスとアカテスの前に現れるヴィーナス』

## その他の人物
- ディオニューソスのインド遠征に加わったシケリア人[15][16]。